# شرودمیشچیه (گدانسک)
شرودمیشچیه (به لهستانی:  Śródmieście) یک منطقهٔ مسکونی در لهستان است که در گدانسک واقع شده‌است. شرودمیشچیه ۵٫۶۵ کیلومتر مربع مساحت و ۲۹٬۶۳۰ نفر جمعیت دارد.